# Thunder Bay District
Thunder Bay District är ett distrikt i provinsen Ontario i Kanada.  Det ligger norr om Övre sjön i provinsens nordvästra del. Antalet invånare var 146 048 vid folkräkningen 2016.

## Kommuner
I distriktet finns följande kommuner:
| Kommunnamn       | Kommuntyp    |
| ---------------- | ------------ |
| Thunder Bay      | City         |
| Marathon         | Town         |
| Conmee           | Township     |
| Dorion           | Township     |
| Gillies          | Township     |
| Manitouwadge     | Township     |
| Nipigon          | Township     |
| O'Connor         | Township     |
| Red Rock         | Township     |
| Schreiber        | Township     |
| Terrace Bay      | Township     |
| Greenstone       | Municipality |
| Neebing          | Municipality |
| Oliver Paipoonge | Municipality |
| Shuniah          | Municipality |

Dessutom finns flera indianreservat:
- Aroland Indian Reserve 83
- Fort William Indian Reserve 52
- Ginoogaming First Nation Indian Reserve 77
- Gull River Indian Reserve 55
- Lac des Mille Lacs Indian Reserve 22A1
- Lake Helen Indian Reserve 53A
- Lake Nipigon Indian Reserve
- Long Lake Indian Reserve 58
- Ojibway Nation of Saugeen Indian Reserve
- Osnaburgh Indian Reserve 63A
- Pays Plat Indian Reserve 51
- Pic Mobert North Indian Reserve
- Pic Mobert Indian Reserve South
- Pic River Indian Reserve 50
- Rocky Bay Indian Reserve 1
- Seine River Indian Reserve 22A2
- Whitesand Indian Reserve